# Jenina
Das Fauna-Flora-Habitat-Gebiet Jenina liegt auf dem Gebiet der Stadt Slovenj Gradec im Norden Sloweniens. Das etwa 9,5 Hektar große Schutzgebiet umfasst den Bach Jenina, in dem eine Population des Steinkrebses lebt. Der stark mäandrierende Bach gilt als einer der am natürlichsten erhaltenen Wasserläufe in Kärnten.

## Schutzzweck

### Arteninventar
Folgende Art von gemeinschaftlichem Interesse kommt im Gebiet vor:
| Bild       | EU Code | * | Art        | wissenschaftlicher Name     | Artengruppe |
| ---------- | ------- | - | ---------- | --------------------------- | ----------- |
| Steinkrebs | 1093    | * | Steinkrebs | Austropotamobius torrentium | Krebse      |